# 八氰合二钴(0)酸钾
八氰合二钴(0)酸钾是一种无机化合物，化学式为K8[Co2(CN)8]，其中钴的氧化态为0。

## 制备
八氰合二钴(0)酸钾可由过量的金属钾在液氨中还原六氰合钴(III)酸钾得到。

## 化学性质
八氰合二钴(0)酸钾和水作用放出氢气。它和氰化铵反应得到复盐：
K8[Co2(CN)8] + 8 NH4CN → 2 K2NH4[Co(CN)6] + 4 KCN + 8 NH3 + 4 H2